# Camille Z. Charles
Camille Z. Charles é Walter H. e Leonore C. Annenberg Professor em Ciências Sociais, Professor de Sociologia, Estudos Africanos E de Educação e Diretor do Centro de Estudos Africanos na Universidade da Pensilvânia. Ela serviu como o primeiro presidente da Penn Africana Departamento de Estudos, fundada em 2012.
Charles é graduado pela Universidade do Estado da Califórnia-Sacramento, em seguida, obteve um mestrado e um doutoramento. Ph.D. em sociologia pela Universidade da Califórnia, em Los Angeles.

## Obras
- A Fonte do Rio: A Origem Social dos Calouros na América Seletivos de Faculdades e Universidades com Douglas S. Massey, Garvey Lundy e Mary J. Fischer (Princeton University Press, 2003)[3][4]
- Não vai Ser o Meu Próximo? Raça, Classe e Residência em Los Angeles (Russell Sage, Outono de 2006)[5][6][7][8]
- Domando o Rio: a Negociar o Acadêmico, Financeiro, e Social Correntes Seletivos de Faculdades e Universidades com Mary J. Fischer, Margarita A. Mooney e Douglas S. Massey (Princeton University Press, 2009)[9][10][11][12]
- "Corrida em Mente Americana: a Partir do Relatório Moynihan para a Candidatura de Obama" com Lawrence Bobo